# Strip me?
strip me? è un album della cantante giapponese Anna Tsuchiya, pubblicato il 2 agosto 2006.

## Tracce
1. Zero
2. Rose
3. No way
4. Lovin' you
5. Under my mask
6. True colors
7. Give me kiss & kiss
8. Forever
9. Interlude
10. Change your life
11. Ecstasy
12. JaneE
13. Grooving beating
14. Knock down
15. Slap that naughty body